# Castianeira buelowae
Castianeira buelowae är en spindelart som beskrevs av Cândido Firmino de Mello-Leitão 1946. 
Castianeira buelowae ingår i släktet Castianeira och familjen flinkspindlar. Artens utbredningsområde är Paraguay. Inga underarter finns listade.